# William G. Conley
William Gustavus Conley, född 8 januari 1866 i Preston County i West Virginia, död 21 oktober 1940 i Charleston i West Virginia, var en amerikansk politiker (republikan). Han var West Virginias guvernör 1929–1933.
Conley var direktör för West Virginia Eagle Coal Company och Coalfield Fuel Company.
Conley efterträdde 1929 Howard Gore som guvernör och efterträddes 1933 av Herman Guy Kump.